# 特里爾圓形劇場
特里爾圓形劇場位於德國，為羅馬時期的劇場。1986年與特里爾其他古羅馬遺址及大教堂一起被聯合國教科文組織指定為世界文化遺產。
建築物於西元前一百年建造，提供約兩萬人觀賞的空間。他也曾是羅馬時期城牆的一部份。

## 特里爾的文化遺產
- 尼格拉城門 (Porta Nigra)
- 凱撒浴場 (Kaiserthermen)
- 康士坦丁-巴希里卡 (Konstantin-Basilika)
- 芭芭拉浴場 (Barbarathermen)
- 羅馬式橋 (Römerbrücke)
- 伊格勒柱 (Igeler Säule)
- 特里爾大教堂 (Trierer Dom)
- 親愛聖母教堂 (Liebfrauenkirche)